# سورين باراسكيف
سورين باراسكيف (بالرومانية: Sorin Paraschiv)‏ (17 يونيو 1981 بأليكساندريا في رومانيا - ) هو لاعب كرة قدم روماني في مركز الوسط. شارك مع منتخب رومانيا لكرة القدم. أما مع النوادي، فقد لعب مع أونيريا أورزيتشيني ونادي ريميني ونادي ستيوا بوخارست وكونكورديا كياجنا ونادي فارول كونستانتسا ونادي فولين لوتسك.

## مسيرته الكروية
لعب سورين باراسكيف خلال مسيرته الاحترافية مع 6 أندية في خمسة عشر موسمًا وسجل خلالها 18 هدفًا ضمن 277 مباراة. ولم يفز بأي موسم بالكأس وفاز في ثلاثة مواسم بالدوري.
خاض سورين باراسكيف مسيرته مع نادي ستيوا بوخارست في موسم 1999–00 ليلعب معه ثمانية مواسم، مشاركًا في 169 مباراة سجل خلالها 13 هدفًا. ثم انتقل إلى نادي ريميني في موسم 2007–08 ولمدة موسمين، حيث شارك في 49 مباراة سجل خلالها 3 أهداف. لينتقل بعدها إلى نادي أونيريا أورزيتشيني في موسم 2009–10 ولمدة موسمين، مشاركًا في 28 مباراة ولم يسجل أي هدف. ثم انتقل إلى نادي فولين لوتسك في موسم 2010–11 لمدة موسم واحد، مشاركًا في 11 مباراة سجل خلالها هدفين. هذا وانتقل لاحقًا إلى نادي فارول كونستانتسا في موسم 2011–12 لمدة موسم واحد، مشاركًا في 3 مباريات ولم يسجل أي هدف. ثم انتقل بعدها إلى نادي كونكورديا كياجنا في موسم 2012–13 لمدة موسم واحد، مشاركًا في 17 مباراة ولم يسجل أي هدف أيضًا.

## وصلات خارجية
- سورين باراسكيف على موقع الاتحاد الأوربي (الإنجليزية)
- سورين باراسكيف على موقع اتحاد أوكرانيا (الإنجليزية)
- سورين باراسكيف على موقع قاعدة بيانات كرة القدم.إي يو (الإنجليزية)
- سورين باراسكيف على موقع ناشيونال فوتبول تيمز (الإنجليزية)
- سورين باراسكيف على موقع Soccerway.com (الإنجليزية)
- سورين باراسكيف على موقع عالم كرة القدم.نت (الإنجليزية)